# Xanthomixis zosterops
El bulbul piquicorto (Xanthomixis zosterops) es una especie de ave paseriforme de la familia Bernieridae endémica de Madagascar.

## Distribución y hábitat
Se encuentra únicamente en el este de la isla de Madagascar. Su hábitat natural es la selva de tierras bajas y de la selva subhúmeda de Madagascar de los montes adyacentes.